# Mapping the Rendezvous
Mapping the Rendezvous è il quinto album in studio del gruppo indie rock britannico The Courteeners, pubblicato nel 2016.

## Tracce
Testi e musiche di Liam Fray.
1. Lucifer's Dreams
2. Kitchen
3. No One Will Ever Replace Us
4. De La Selle
5. Tip Toes
6. Not for Tomorrow
7. Finest Hour
8. The Dilettante
9. Modern Love
10. Most Important
11. The 17th

## Formazione
- Liam Fray – voce, chitarra
- Daniel Moores – chitarra
- Michael Campbell – batteria
- Joe Cross - basso
- Adam Payne – tastiera